# Ingrid Seeler

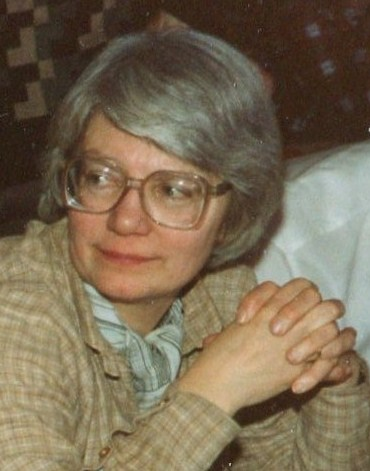
Ingrid Seeler (1982)

Ingrid Seeler, Geburtsname Ingrid Burghardt, (* 5. Oktober 1928 in Hamburg) ist eine deutsche Politikerin (SPD) und ehemalige Hamburger Bürgerschaftsabgeordnete.

## Leben
Nach dem Abitur studierte Ingrid Burghardt Romanistik, Anglistik, Philosophie und Pädagogik. Von 1954 bis 1956 arbeitete sie als Austauschlehrerin in Frankreich. 1958 folgte die Promotion. Von 1957 bis 1961 unterrichtete sie als Studienassorin an der Peter-Petersen-Schule in Hamburg. Sie heiratete den späteren Hamburger Senator Hans-Joachim Seeler. Nach der Geburt ihres dritten Kindes quittierte sie den Schuldienst. Insgesamt wurde sie Mutter von vier Kindern. Ihr Sohn Christian Seeler (* 1958) ist Schauspieler und war von 1996 bis 2017 Intendant des Hamburger Ohnsorg-Theaters.
Von 1965 an wurde sie Dozentin an der Volkshochschule und von 1966 bis 1982 gehörte sie dem Vorstand der Volkshochschule an.

## Politik
Ingrid Seelers politische Heimat liegt im SPD-Ortsverein (Distrikt) Hamburg-Bramfeld-Süd (heute Bramfeld). Dort wurde sie von 1972 bis 1978 als Vorsitzende gewählt und gehörte damit dem erweiterten SPD-Kreisvorstand Hamburg-Wandsbek an. Von 1966 bis 1970 war sie von ihrer Partei in die Deputation der Jugendbehörde entsandt.
Von 1974  bis 1986 war Seeler Abgeordnete in der Hamburger Bürgerschaft. Ihr Engagement galt vor allem der Jugend- und Kulturpolitik.
Auch nach ihrem Ausscheiden aus der Bürgerschaft arbeitete sie ehrenamtlich in einer Reihe von Institutionen mit.

## Schriften (Auswahl)
- mit Siegfried Seeler: Bramfeld – Hellbrook – Steilshoop. Vom Dorf zum Stadtteil. In: Heinevetter historisch. Heinevetter, Hamburg 1988, ISBN 3-87474-968-1.
- mit Helga Siegert: Mehr als KKK, Küche, Kinder, Kirche: 35 Jahre Mütterkurs – Diskussionskreis für Frauen der Volkshochschule Hamburg. Books on Demand, Hamburg-Norderstedt 2001, OCLC 76388947.

## Quelle
- Hinnerk Fock (Redaktion): Handbuch der Hamburgischen Bürgerschaft 11. Wahlperiode. Hamburger Bürgerschaft, Hamburg.